# Pilar Lojendio
Pilar Lojendio Crosa (Santa Cruz de Tenerife, 23 de mayo de 1931-ibídem, 24 de julio de 1989) fue una poeta española. Solía decir que había nacido cuando su padre «enfilaba la bahía para llegar a casa, en plena República». Sus comienzos en la escritura se sitúan en la época escolar, primero cuentos y, alrededor de los quince años, empieza a escribir poesía. Contrajo matrimonio en 1956 con el marino mercante Laureano Mariz, con quien tuvo cinco hijos. Su matrimonio fue crucial para su obra literaria.

## Obra
A raíz de su matrimonio surgió en ella una poesía que evoca la ausencia del marido mientras espera su regreso, y que pone de manifiesto en su primer libro publicado en 1964 Ha llegado el esposo. Sin abandonar el amor, presente en todos sus libros, su poesía evoluciona hacia temas como la angustia existencial y social moviéndose entre el surrealismo y el simbolismo. Ganó el «Premio de Poesía Julio Tovar» en 1969 con Almas de Piedra.
Colabora en los periódicos y revistas de la época como Mujeres en la isla, Gánigo, Caracola y Gaceta Semanal de las Artes, entre otras.
Aunque su poesía se aleja de las corrientes literarias de los años cincuenta y sesenta, puede decirse que como poeta pertenece a un nexo entre la generación de posguerra «Generación del Medio Siglo» y la generación de la «Poesía Canaria Última» que arranca en 1966.
De la poesía de Pilar Lojendio dice Blanca Hernández Quintana que posee una fuerte feminidad como la pasión amorosa que transmite llena de erotismo y sensualidad, su papel de esposa que no rehúye hablar de las labores del hogar, la maternidad, utilizando en la estructura poética el verso libre en el que abunda el simbolismo y las referencias mitológicas.

### Libros publicados
- Ha llegado el esposo. Gaceta Semanal de las Artes. 1964.
- Tres poetas [poemas recitados por sus autores en la Sala de Arte y Cultura de la Caja General de Ahorros y Monte de Piedad de Santa Cruz de Tenerife]: con Rafael Arozarena, Pilar Lojendio y Fernando García-Ramos. Caja General de Ahorros y Monte de Piedad de Santa Cruz de Tenerife. 1969.
- Almas de piedra. Nuestro Arte. 1970.
- La Lengua del gallo. Aula de Cultura del Cabildo Insular de Tenerife. 1984. ISBN 84-505-0907-6.
- Invierno de la piel. Viceconsejería de Cultura y Deportes del Gobierno de Canarias. 1990. ISBN 84-87137-44-X.
- Te busco desde la Aurora. Nueva Gráfica. 2005.

## Distinciones
- El 8 de junio de 2023 el Cabildo de Tenerife le otorgó la distinción de "Hija Predilecta de la isla", a título póstumo.[5]

### Poemas seleccionados
- «Poema». Gánigo nº 9, p.14. 1954.
- «Poema». Gánigo nº 13, p. 12. 1955.
- «Poema». Gánigo nº 14, p. 18. 1955.

- «Y tú amor que ya no estabas». Fablas nº 20, p. 14-15. 1971.
- «Ahora no amaneceré contigo». Fablas nº  24, p. 6-7. 1971.
- «Poema». Fablas nº 41, p. 4-6. 1973.